# Унтерайзесхайм
Унтерайзесхайм (нем. Untereisesheim, алем. нем. Untereise) — коммуна в Германии, в земле Баден-Вюртемберг.
Подчиняется административному округу Штутгарт. Входит в состав района Хайльбронн. Население составляет 4063 человека (на 31 декабря 2010 года). Занимает площадь 3,67 км².

## Фотографии

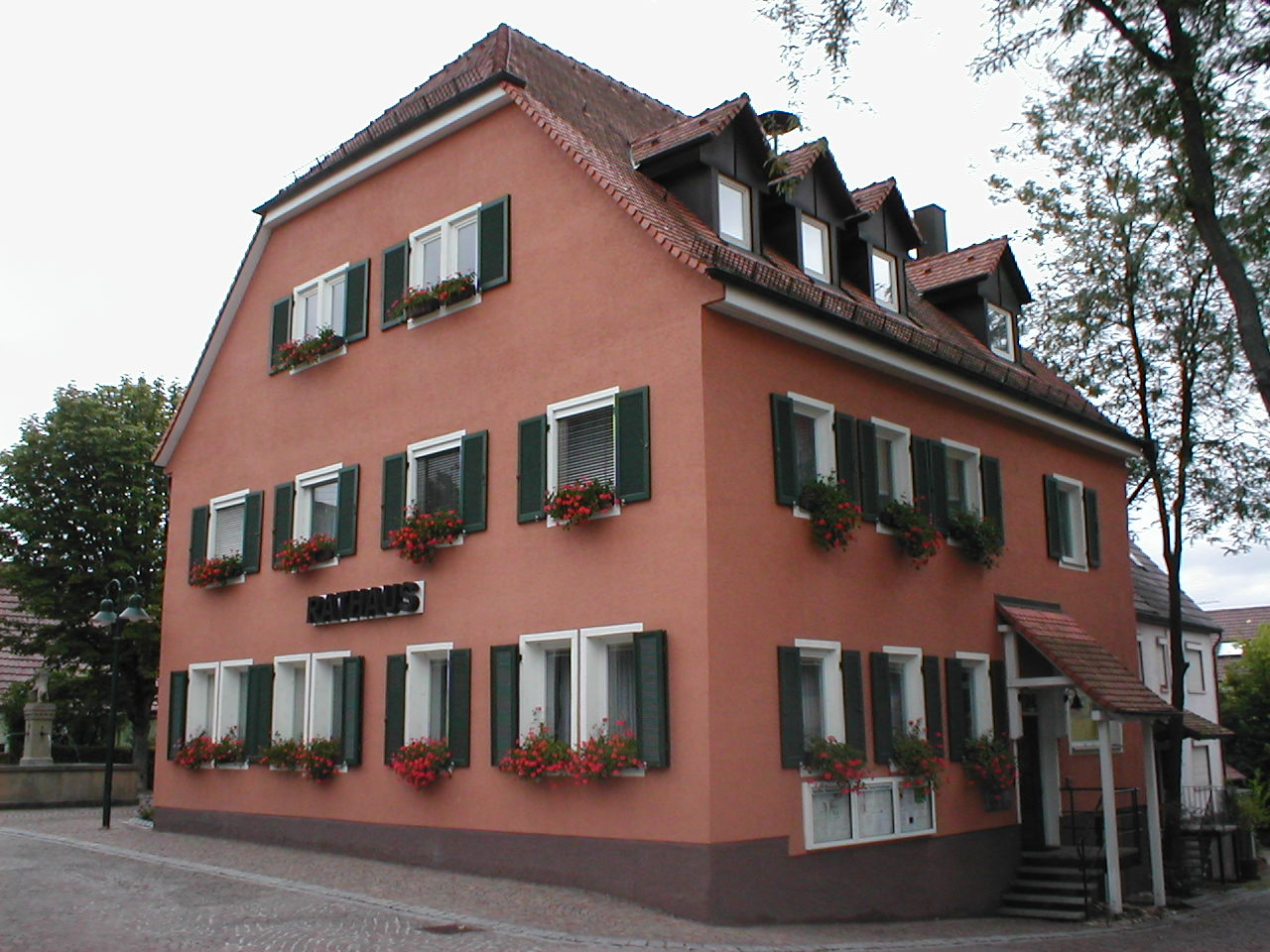
Ратуша
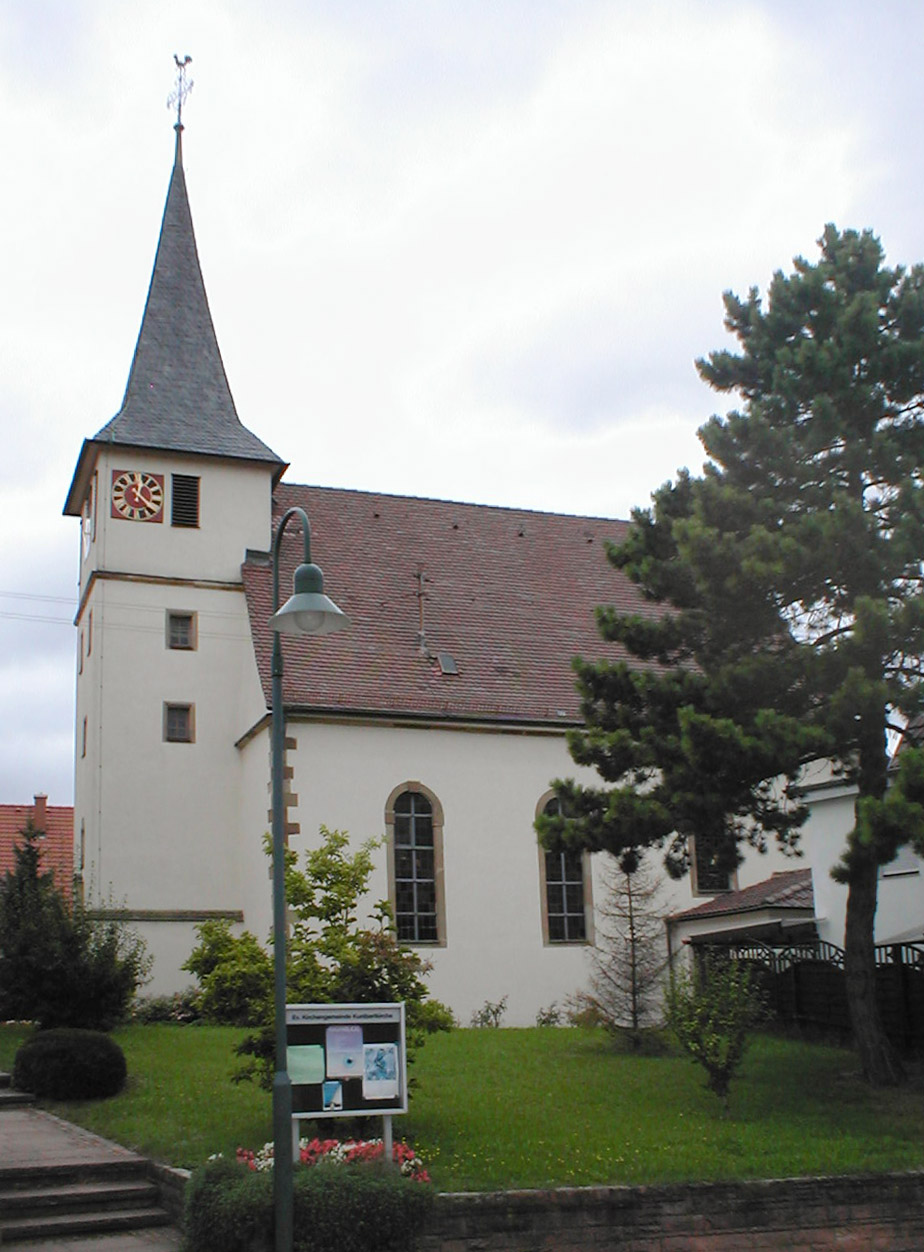
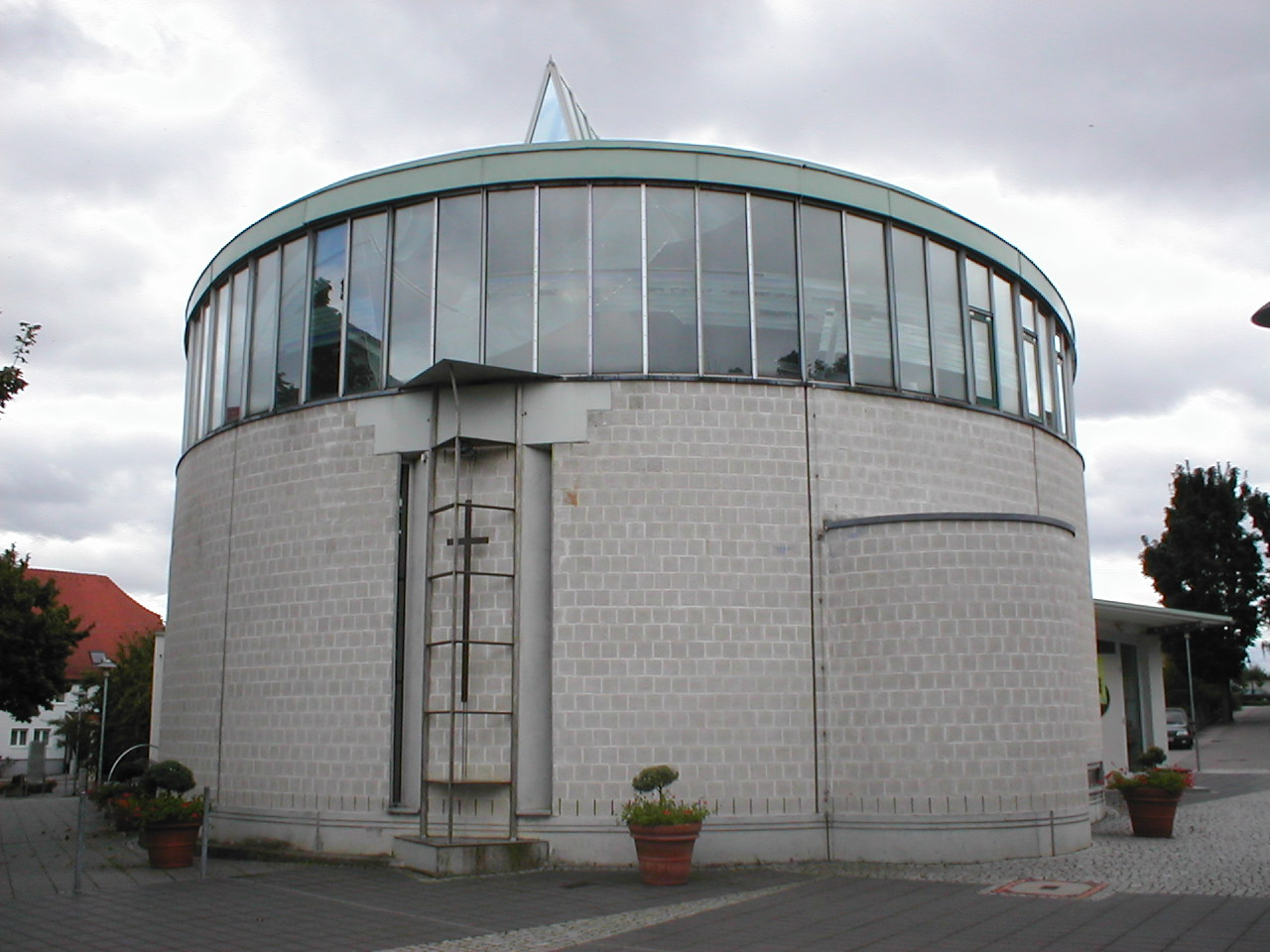
Церковь
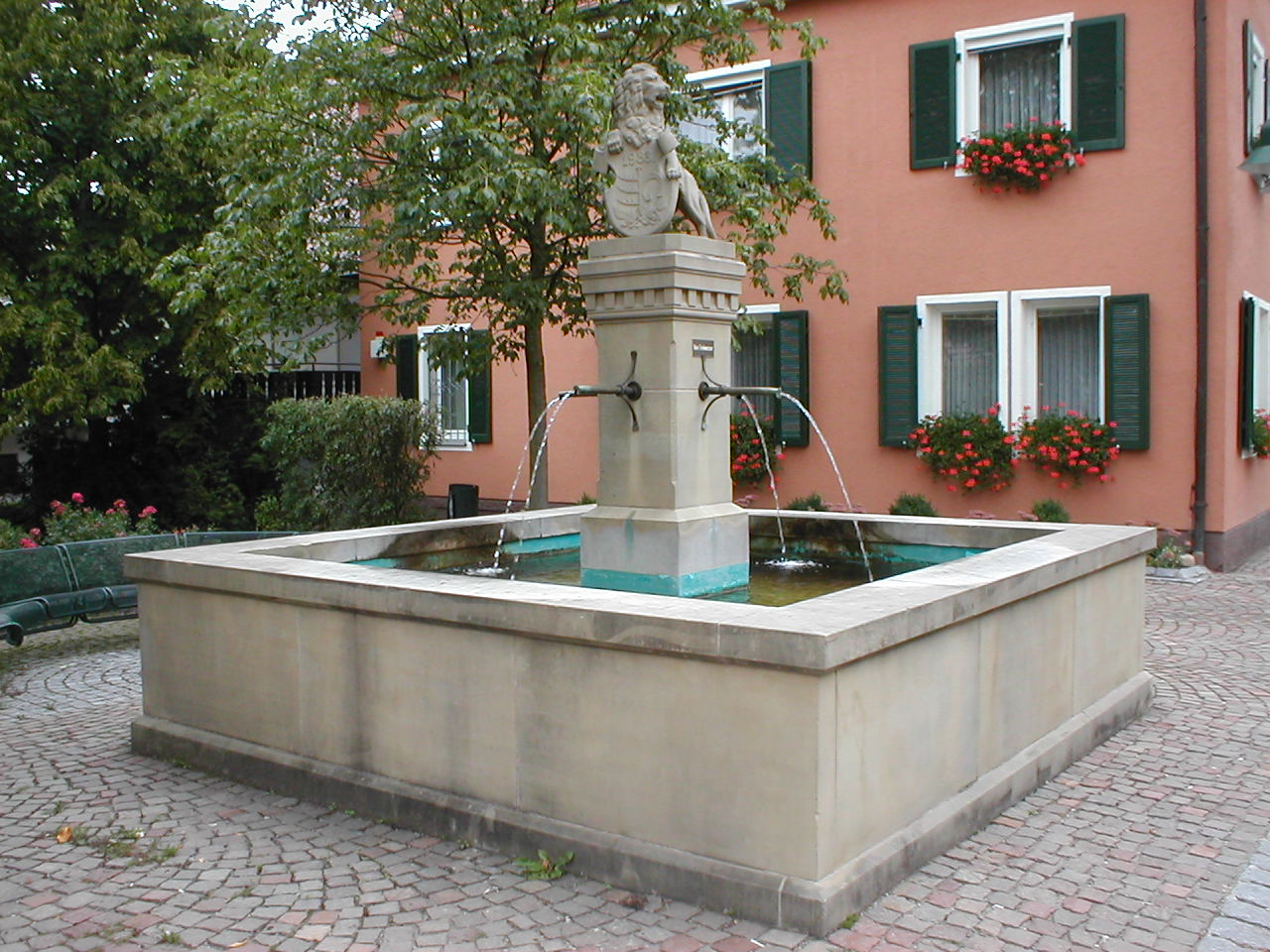
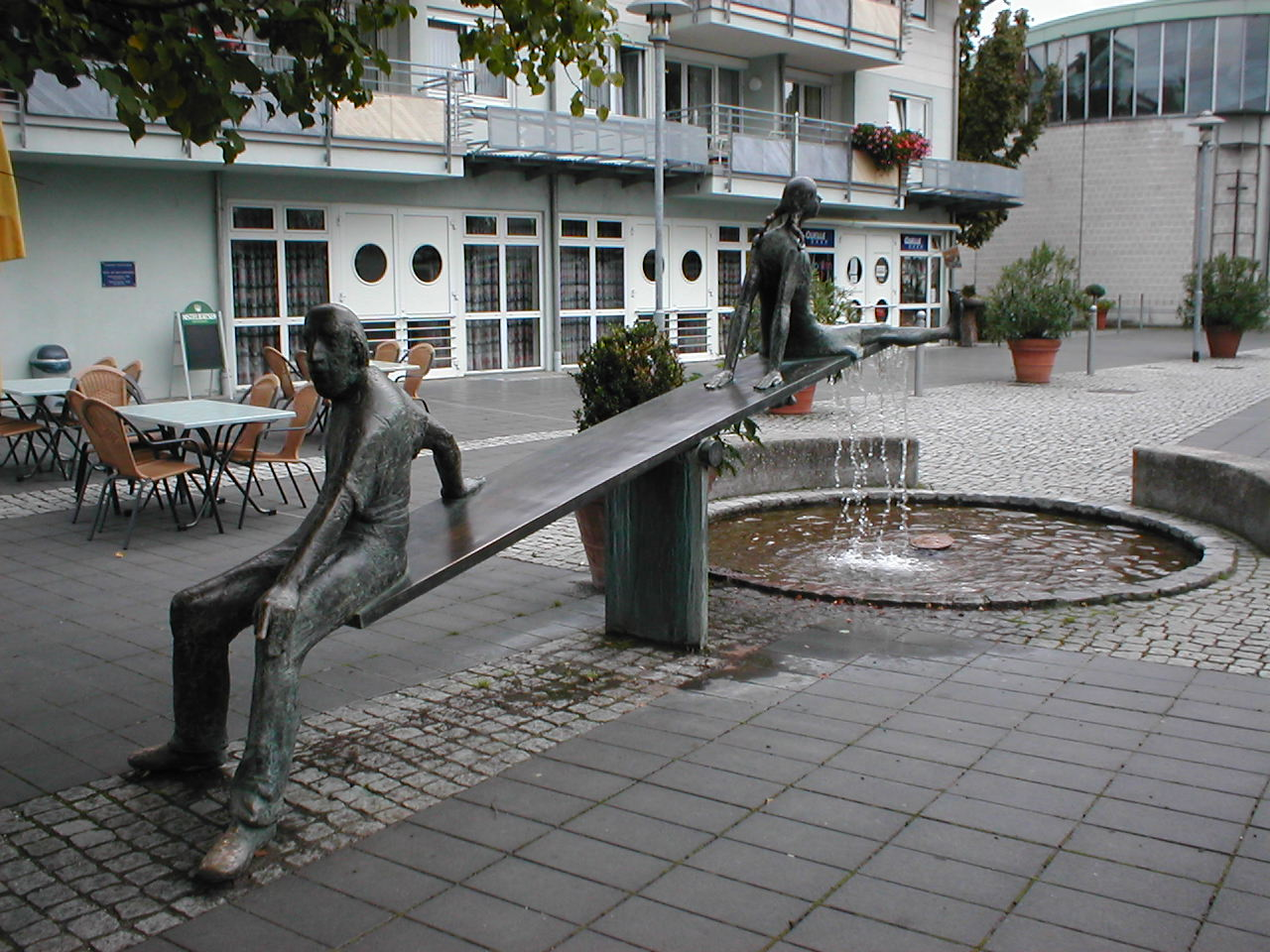
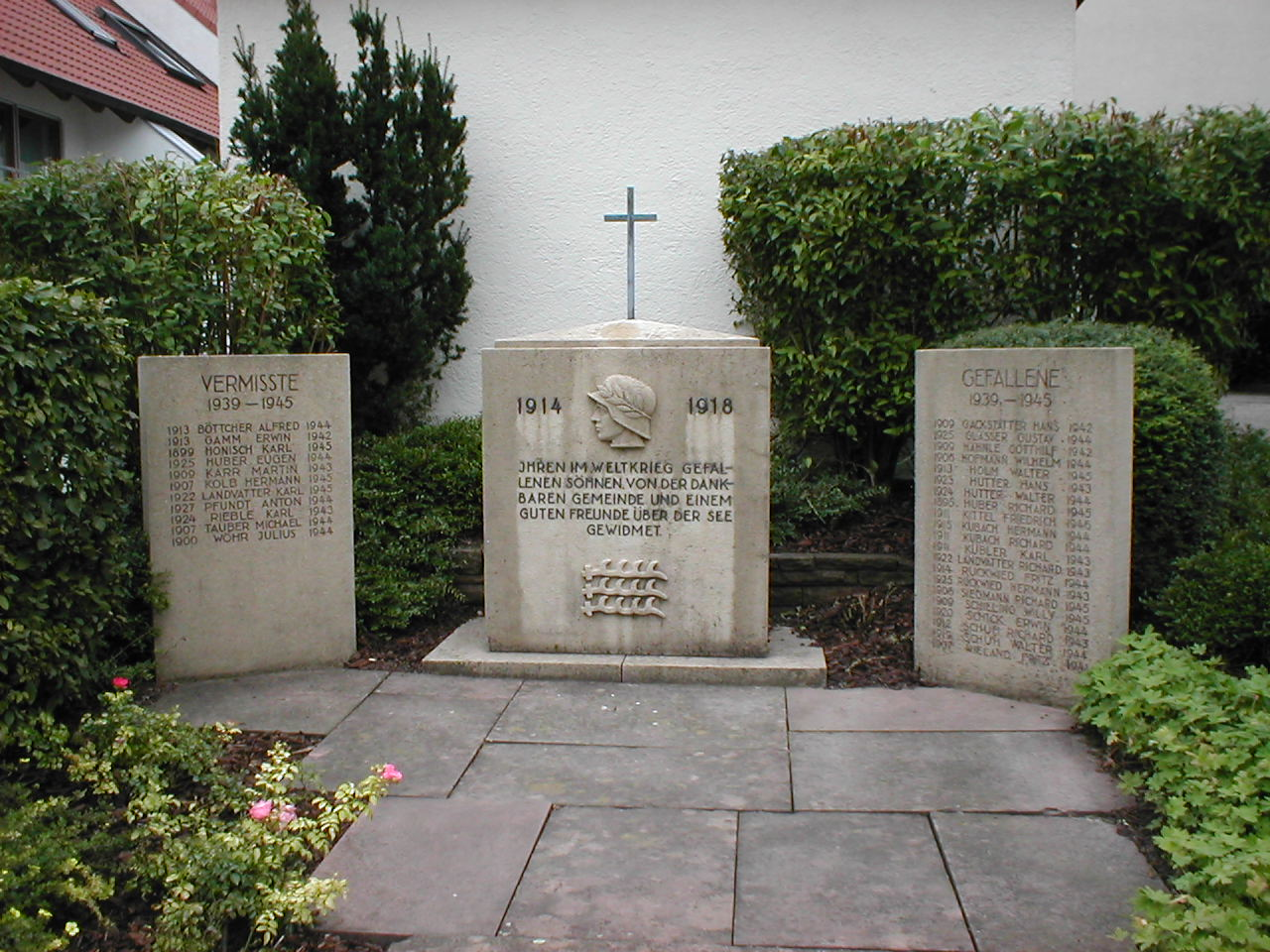